# Ponciano Arriaga (San Luis Potosí)
Ponciano Arriaga es una localidad en el municipio de Ébano, en el estado mexicano de San Luis Potosí. Tiene una población de 5898 habitantes, según el II conteo de población y vivienda del INEGI en 2020, siendo la segunda localidad más poblada del municipio.